# Даугавпилс
Да̀угавпилс (на латвийски: Daugavpils; на беларуски: Дзвінск; на руски: Двинск; на немски: Dünaburg; на полски: Dyneburg) е град в Югоизточна Латвия, втори по население в страната.

## География
Разположен е на река Западна Двина (Даугава), близо до границите с Беларус и Литва. Железопътен възел. Населението му е около 115 000 души (2000).

## История
Основан е като крепост през 1275 г. Получава статут на град през 1582 г.

## Побратимени градове
Даугавпилс е побратимен град с:
- Витебск, Беларус
- Мутала, Швеция
- Наро-Фоминск, Русия
- Паневежис, Литва
- Радом, Полша
- Рамла, Израел
- Санкт Петербург, Русия
- Ферара, Италия
- Хадерслев, Дания
- Харбин, Китай
- Харков, Украйна[3]
- Централен административен окръг на Москва, Русия

## Галерия
- Университетът на Даугавпилс